# ندى ناصر
ندى بنت ناصر الغامدي، كاتبة وروائية سعودية ولدت في مدينة جدة في المملكة العربية السعودية حاصلة على بكالوريوس في تخصص الملابس والنسيج من جامعة الملك عبد العزيز. تُجيد ناصر الرسم و التصوير و الخياطة و مونتاج الأفلام وتعمل على تصميم أغلفة الكتب.

## أعمالها
- مذكرات ضلع أعوج، دار الفكر العربي للنشر والتوزيع، 2011
- في كل قلب مقبرة
- على متن حقيبة، 2015
- مثلث المتعة: قهوة، وخلوة، وكتاب، عصر الكتب، 2018

## وصلات خارجية
- الموقع الرسمي للكاتبة ندى ناصر